# 7364 Otonkučera
7364 Otonkučera là một tiểu hành tinh vành đai chính với chu kỳ quỹ đạo là 1245.1756362 ngày (3.41 năm).
Nó được phát hiện ngày 22 tháng 5 năm 1996.